# عقد 250
عقد 250 هو عقد امتد بين 1 يناير 250 و31 ديسمبر 259 بحسب التقويم الميلادي. سبقه عقد 240 ولحقه عقد 260.

## أحداث
- معركة أبريتاس (251)

## مواليد
- آريوس (256)
- أنطونيوس الكبير (251)
- قسطنطيوس كلوروس (250)

## وفيات
- سون تشوان (252)
- فابيان (250)
- لوكيوس الأول (254)
- لورانس روما (258)
- بابولا الشهيد (251)
- تريبونيانوس غالوس (253)
- ديكيوس (251)
- سيما يي (251)
- قبريانوس القرطاجي (258)
- ستيفان الأول (257)
- إميليانوس (253)

## كتب
- Yves Denis Papin (1998). Chronologie de l'histoire ancienne. Lieu de publication non identifié: Éditions Jean-paul Gisserot. ISBN:2-87747-346-5. OCLC:40746926. مؤرشف من الأصل في 2022-03-16.
- موسوعة حضارة العالم (2002) لأحمد محمد عوف.

## روابط خارجية
- تصفح سنة بسنة عقد 250 على موقع onthisday.com
- تصفح سنة بسنة عقد 250 ابتداءً من سنة عقد 250 على موقع المكتبة الوطنية الفرنسية